# Protoceratomyrmex revelatus
Protoceratomyrmex revelatus (лат.) — ископаемый вид муравьёв, единственный в составе монотипического рода Protoceratomyrmex из подсемейства Haidomyrmecinae (Haidomyrmecini). Обнаружен в бирманском янтаре мелового периода (штат Качин, около Мьичина, север Мьянмы, юго-восточная Азия), возрастом около 100 млн лет.

## Описание
Длина тела около 4 мм. Жвалы серповидные. Оцеллии отсутствуют. Задний край клипеуса не окаймлён и не образует вентральную воронковидную вогнутость, но несёт пару триггерных щетинок. Имеет необычное строение вертикально изогнутых длинных верхних челюстей и небольшой веслообразный вырост на голове (между местом прикрепления усиков). Этот рогоподобный отросток, отходит от клипеуса (наличника), направлен вперёд и вверх. Глаза мелкие, расположены в средней боковой половине головы. Мандибулы длинные и узкие, смыкаются вверх, образуя капкан с «рогом». Ноги и усики тонкие и длинные. Усики 12-члениковые, булава отсутствует, скапус короткий.

## Классификация
Вид был впервые описан в 2020 году французским мирмекологом Винсентом Перришо (Vincent Perrichot; University of Rennes, CNRS, Géosciences Rennes, Франция), китайским энтомологом Бо Вангом (Bo Wang; State Key Laboratory of Palaeobiology and Stratigraphy, Nanjing Institute of Geology and Palaeontology, Китайская академия наук, Нанкин, Китай) и американским зоологом Филлипом Барденом (Phillip Barden; Division of Invertebrate Zoology, American Museum of Natural History, Нью-Йорк, США).

## Этимология
Название Protoceratomyrmex происходит от слов «Proto» («первый») и «Ceratomyrmex» (название сходного рода муравьёв). Видовое название P. revelatus происходит от латинского слова «Revelatus» («показать»).